# Maliki
Maliki är en av de fyra sunniislamiska rättsskolorna (madhhaber). Liksom de andra namngavs skolan efter sin grundare, i detta fall Malik ibn Anas Asbahi (död 795). Den är en av de åtta rättsskolor vars giltighet erkänns i Ammanbudskapet.
Under 700-talet började olika rättsskolor uppstå i den muslimska världen, dessa var klart fastlagda först på 900-talet. En av dessa var maliki, som uppstod mot slutet av 700-talet och början av 800-talet. Rättsskolan uppstod i Medina och är idag främst utspridd över Nord- och Västafrika. Den sträcker sig även till Sudan och södra Egypten, och var framträdande i Spanien innan det kristna övertagandet. Maliki lägger stor vikt vid den lokala kontexten, där den redan etablerade seden spelar stor roll i rättssammanhang. Denna sed ska inte ligga till grund för utformningen av lagen, men kan hjälpa att förstå och tolka regler. Principen om att allt ska fortsätta enligt fastlagda sedvänjor så länge det inte finns något skäl till ändring kallas för istishab, ibland används inom maliki även termen amal, (praxis). Malaki-skolan använder mest av de fyra stora rättskolorna siyasa shariya, en princip som används av rättslärda för att anpassa lagtolkningen till olika situationer, och som innebär att styra i enlighet med sharia. I denna skola används även maslaha, en tolkningsprincip som tar hänsyn till det allmännas goda. Jämfört med de andra rättskolorna argumenterar malikiskolan mer auktoritativt i sin tolkning av rätten. Traditionellt sett accepterar maliki till skillnad från många andra rättsskolor livstidstraff. 